# Staropramen
Staropramen (укр. Старопрамен) — популярна пивна торговельна марка. Міжнародний бренд, пиво якого також виробляється за ліцензію підприємствами виробника пива Carlsberg Ukraine в Україні.
Також Staropramen — сучасна назва празької броварні (чеськ. Pivovar Staropramen) у районі Сміхов (Прага 5), на якій історично вироблялося пиво однойменної торговельної марки.

## Історія
Історія Staropramen почалася 1869 року започаткуванням акціонерного товариства для будівництва броварні у празькому районі Сміхов. За два роки броварнею була зварена перша партія пива.
1913 року сміхівська броварня зареєструвала торговельну марку Staropramen (у буквальному перекладі Старе джерело), яка почала застосовуватися до самого підприємства та його продукції. А вже у 1930-х броварня Staropramen стала найбільшим за обсягами виробництва пивоварним підприємством Чехословаччини.
У повоєнні роки підприємство було націоналізоване. З початком процесів роздержавлення у ЧССР, броварню було приватизовано. У 1992 вона увійшла до холдингу Pražské Pivovary, який, у свою чергу, 1996 року потрапив під контроль британської пивоварної корпорації Bass. Пізніше, після низки злиттів і поглинань, утворився міжнародний пивоварний гігант Anheuser-Busch InBev, до структури якого потрапила й броварня Staropramen. У грудні 2009 року пивні активи Anheuser-Busch InBev у країнах центральної Європи, включаючи Чехію, придбав інвестиційний фонд CVC Capital Partners. На той час броварня Staropramen контролювалась створеною фондом корпорацією Starbev, Anheuser-Busch InBev залишила за собою право виробляти пиво однойменної торговельної марки на своїх виробничих потужностях в Україні (ПрАТ «АБІНБЕВ ЕФЕС УКРАЇНА») та Росії.
Броварня Staropramen є центральним елементом підконтрольного Starbev холдингу Pivovary Staropramen a.s., другого за обсягами виробництва гравця на чеському ринку пива, який контролює понад 15 % його обсягів. Пиво торговельної марки Staropramen експортується до понад 30 країн світу.
3 2023 року пиво Staropramen офіційно виробляється на заводах Carlsberg Ukraine (ПрАТ "КАРЛСБЕРГ УКРАЇНА"). 

## Асортимент пива

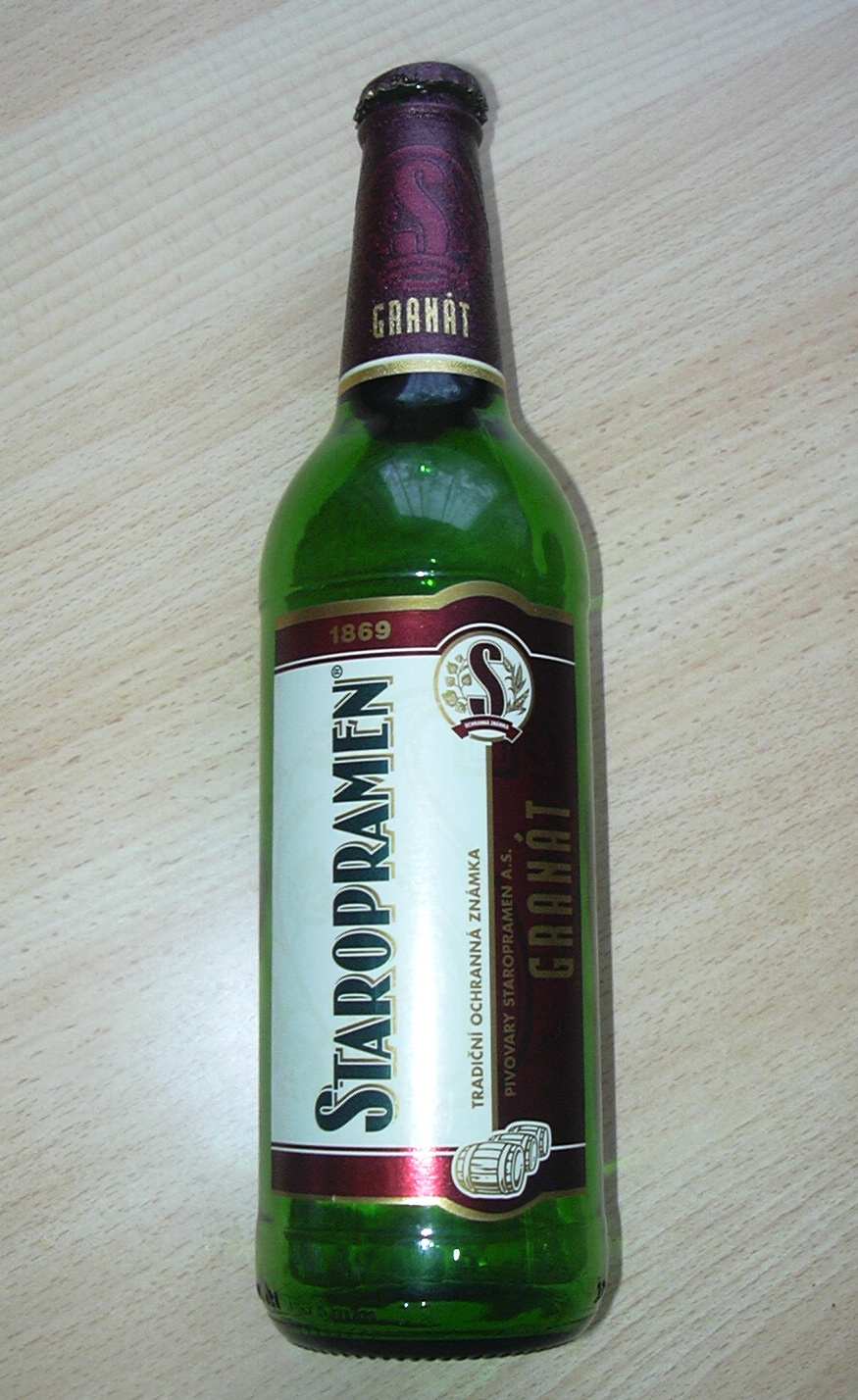
Пляшка пива Staropramen Granát

На сьогодні лінійка ТМ «Staropramen» представлена трьома міжнародними сортами пива та трьома сортами, що виробляються лише на виробничих потужностях у Чехії та для потреб внутрішнього ринку:
Міжнародні сорти:
- Premium Lager (Ležák на внутрішньому ринку) — світле пиво з вмістом алкоголю 5,0 %, найпопулярніший сорт, виробництво якого здійснюється зокрема й в Україні, на виробничих потужностях ПрАТ "КАРЛСБЕРГ УКРАЇНА";
- Granát — напівтемне, так зване «червоне», пиво з вмістом алкоголю 4,8 %;
- Dark (Černý на внутрішньому ринку) — темне пиво з вмістом алкоголю 4,4 %;

Додаткові сорти для чеського ринку:
- Světlý — світле пиво;
- Nealko — світле безалкогольне пиво (вміст алкоголю до 0,5 %);
- D pivo — світле пиво з вмістом алкоголю 4,0 %, позиціонується як малокалорійне пиво зі зменшеним вмістом цукру;

Розливається у пляшки, банки та кеги 30л та 50л.